# 롯데 자이언츠의 선수 목록
다음은 KBO 리그 롯데 자이언츠의 연도별 선수 명단이다.

## 1982년 - 1990년
| 연도   | 투수   | 포수   | 1루수  | 2루수  | 3루수  | 유격수 | 우익수 | 중견수 | 좌익수 | 지명타자 |
| 1982년 | 노상수 | 차동열 | 김정수 | 정학수 | 김용희 | 권두조 | 박용성 | 김재상 | 김성관 | 김용철   |
| 1983년 | 최동원 | 심재원 | 김정수 | 권두조 | 김용희 | 정영기 | 박용성 | 김재상 | 김성관 | 유두열   |
| 1984년 | 최동원 | 심재원 | 김용철 | 정영기 | 김용희 | 김민호 | 유두열 | 홍문종 | 김재상 | 박용성   |
| 1985년 | 최동원 | 한문연 | 김민호 | 김용철 | 김용희 | 정영기 | 한영준 | 홍문종 | 박용성 | 유두열   |
| 1986년 | 최동원 | 한문연 | 김용철 | 정영기 | 김용희 | 김민호 | 홍문종 | 최계영 | 조성옥 | 유두열   |
| 1987년 | 최동원 | 한문연 | 김민호 | 김용철 | 한영준 | 정구선 | 홍문종 | 최계영 | 조성옥 | 유두열   |
| 1988년 | 윤학길 | 한문연 | 김민호 | 김용철 | 김용희 | 정구선 | 홍문종 | 최계영 | 조성옥 | 유두열   |
| 1989년 | 윤학길 | 한문연 | 김민호 | 이재성 | 한영준 | 박태호 | 정구선 | 최계영 | 허규옥 | 유두열   |
| 1990년 | 윤학길 | 한문연 | 김민호 | 박영태 | 공필성 | 한영준 | 조성옥 | 장효조 | 김응국 | 최계영   |

## 1991년 - 2000년
| 연도   | 투수   | 포수   | 1루수  | 2루수  | 3루수  | 유격수 | 우익수      | 중견수 | 좌익수 | 지명타자  |
| 1991년 | 윤학길 | 김선일 | 김민호 | 박정태 | 한영준 | 공필성 | 장효조      | 전준호 | 김응국 | 유두열    |
| 1992년 | 염종석 | 김선일 | 김민호 | 박정태 | 한영준 | 박계원 | 이종운      | 전준호 | 김응국 | 장효조    |
| 1993년 | 윤형배 | 고정식 | 김민호 | 박계원 | 공필성 | 김민재 | 이종운      | 전준호 | 김종헌 | 김응국    |
| 1994년 | 주형광 | 강성우 | 김민호 | 박정태 | 공필성 | 김민재 | 이종운      | 전준호 | 김응국 | 한영준    |
| 1995년 | 주형광 | 임수혁 | 마해영 | 박정태 | 공필성 | 김민재 | 김종헌      | 전준호 | 김응국 | 김민호    |
| 1996년 | 주형광 | 임수혁 | 마해영 | 박정태 | 박현승 | 김민재 | 이종운      | 김대익 | 김응국 | 전준호    |
| 1997년 | 박지철 | 임수혁 | 마해영 | 박정태 | 박현승 | 김민재 | 이종운      | 김대익 | 김응국 | 김종헌    |
| 1998년 | 문동환 | 임수혁 | 마해영 | 박정태 | 공필성 | 김민재 | 김대익      | 손인호 | 김응국 | 덕 브래디 |
| 1999년 | 문동환 | 최기문 | 마해영 | 박정태 | 박현승 | 김민재 | 펠릭스 호세 | 김대익 | 조경환 | 김응국    |
| 2000년 | 손민한 | 최기문 | 마해영 | 박정태 | 박현승 | 김민재 | 김응국      | 김대익 | 조경환 | 공필성    |

## 2001년 - 2010년
| 연도   | 투수   | 포수   | 1루수       | 2루수  | 3루수  | 유격수 | 우익수   | 중견수 | 좌익수 | 지명타자        |
| 2001년 | 손민한 | 최기문 | 김주찬      | 박정태 | 이대호 | 김민재 | 조경환   | 김대익 | 호세   | 훌리오 얀       |
| 2002년 | 염종석 | 최기문 | 김주찬      | 박정태 | 박현승 | 박현승 | 조경환   | 김대익 | 김응국 | 이대호          |
| 2003년 | 박지철 | 최기문 | 이대호      | 박정태 | 박현승 | 신명철 | 손인호   | 윤재국 | 손인호 | 로베르토 페레즈 |
| 2004년 | 손민한 | 최기문 | 이대호      | 신명철 | 박현승 | 박기혁 | 손인호   | 정수근 | 손인호 | 라이온 잭슨     |
| 2005년 | 손민한 | 강민호 | 라이온 잭슨 | 신명철 | 이대호 | 박기혁 | 손인호   | 정수근 | 손인호 | 정보명          |
| 2006년 | 이상목 | 강민호 | 이대호      | 박현승 | 이원석 | 박기혁 | 손인호   | 이승화 | 정수근 | 이대호          |
| 2007년 | 손민한 | 강민호 | 이대호      | 조성환 | 박기혁 | 이원석 | 김주찬   | 이승화 | 정수근 | 정보명          |
| 2008년 | 손민한 | 강민호 | 박현승      | 조성환 | 이대호 | 박기혁 | 가르시아 | 이승화 | 정수근 | 마해영          |
| 2009년 | 조정훈 | 강민호 | 김주찬      | 조성환 | 이대호 | 박기혁 | 가르시아 | 이승화 | 손아섭 | 홍성흔          |
| 2010년 | 송승준 | 강민호 | 김주찬      | 조성환 | 이대호 | 문규현 | 가르시아 | 전준우 | 손아섭 | 홍성흔          |

## 2011년 - 2020년
| 연도   | 투수       | 포수   | 1루수    | 2루수  | 3루수  | 유격수 | 우익수 | 중견수 | 좌익수 | 지명타자 |
| 2011년 | 장원준     | 강민호 | 이대호   | 조성환 | 황재균 | 문규현 | 손아섭 | 전준우 | 김주찬 | 홍성흔   |
| 2012년 | 유먼       | 강민호 | 박종윤   | 조성환 | 황재균 | 문규현 | 손아섭 | 전준우 | 김주찬 | 홍성흔   |
| 2013년 | 옥스프링   | 강민호 | 박종윤   | 정훈   | 황재균 | 신본기 | 손아섭 | 전준우 | 김문호 | 장성호   |
| 2014년 | 송승준     | 강민호 | 히메네스 | 정훈   | 황재균 | 문규현 | 손아섭 | 전준우 | 박종윤 | 최준석   |
| 2015년 | 린드블럼   | 강민호 | 박종윤   | 정훈   | 황재균 | 문규현 | 손아섭 | 아두치 | 김문호 | 최준석   |
| 2016년 | 린드블럼   | 강민호 | 김상호   | 정훈   | 황재균 | 문규현 | 손아섭 | 맥스웰 | 김문호 | 최준석   |
| 2017년 | 레일리     | 강민호 | 이대호   | 번즈   | 신본기 | 문규현 | 손아섭 | 전준우 | 김문호 | 최준석   |
| 2018년 | 레일리     | 안중열 | 채태인   | 번즈   | 신본기 | 문규현 | 손아섭 | 민병헌 | 전준우 | 이대호   |
| 2019년 | 레일리     | 나종덕 | 오윤석   | 강로한 | 윌슨   | 신본기 | 손아섭 | 민병헌 | 전준우 | 이대호   |
| 2020년 | 스트레일리 | 김준태 | 정훈     | 안치홍 | 한동희 | 마차도 | 손아섭 | 민병헌 | 전준우 | 이대호   |

## 2021년 -
| 연도   | 투수   | 포수   | 1루수  | 2루수  | 3루수  | 유격수 | 우익수   | 중견수 | 좌익수 | 지명타자 |
| 2021년 | 박세웅 | 안중열 | 정훈   | 안치홍 | 한동희 | 마차도 | 손아섭   | 추재현 | 전준우 | 이대호   |
| 2022년 | 반즈   | 정보근 | 정훈   | 안치홍 | 한동희 | 박승욱 | 렉스     | 황성빈 | 전준우 | 이대호   |
| 2023년 | 반즈   | 유강남 | 정훈   | 안치홍 | 구드럼 | 노진혁 | 윤동희   | 김민석 | 이정훈 | 전준우   |
| 2024년 | 윌커슨 | 손성빈 | 나승엽 | 고승민 | 김민성 | 박승욱 | 레이예스 | 윤동희 | 전준우 | 황성빈   |

## 같이 보기
- 롯데 자이언츠의 역대 외국인 선수 목록